# 則武保夫
則武 保夫（のりたけ やすお、1925年4月12日 - 2002年11月18日）は、日本の経済学者。神戸大学名誉教授、元立正大学教授。専攻は国際金融論、金融論。神戸経済大学（現 神戸大学）に入り、新庄博のもとで金融論を専攻。門下生には、瀧口治元山口大学教授、有馬敏則大阪学院大学教授・元滋賀大学教授、藤原秀夫同志社大学教授、平島真一元専修大学教授、藤田誠一神戸大学教授、高屋定美関西大学教授などがいる。2002年、従三位勲三等旭日中綬章受章。

## 経歴
- 1925年 神戸市に生まれる。
- 1945年9月 陸軍経理学校退学。
- 1947年3月 神戸経済大学（現神戸大学）予科卒業。
- 1950年3月 同大学卒業。
- 1950年4月 神戸大学経済学部助手。
- 1952年8月 同学部講師。
- 1954年12月 同学部助教授。
- 1964年12月 同学部教授。
- 1966年3月 経済学博士（学位論文「資金循環と金融資産の研究」）。
- 1980年11月 神戸大学大学院経済学研究科長（1982年11月まで）、同大学経済学部長（1982年11月まで）。
- 1989年3月 神戸大学を停年により退職。同大学名誉教授。
- 1989年4月 立正大学経済学部教授。
- 2002年11月18日 慢性腎不全のため死去。従三位勲三等旭日中綬章[2][3]。

## 著作目録

### 著書・共編著・共訳書
- 『現代金融論――資金循環と金融資産の研究』、有斐閣、神戸経済学叢書、1965年。
- （藤田正寛と共編）『現代金融論の新傾向』、東洋経済新報社、1974年。
- （片山貞雄と共訳）ケインズ『インドの通貨と金融』、東洋経済新報社、ケインズ全集第1巻、1977年。
- （浅野栄一・早坂忠・白井孝昌・美濃口武雄と共著）『ケインズ――著作と思想』、有斐閣、1978年。
- （片山貞雄・千田純一と共著）『国際通貨をみる眼』、有斐閣、1983年。
- （三木谷良一と共編）『現代金融論』、有斐閣、1984年。

### 主要論文
- 「ケインズ理論にたいする一考察」、『国民経済雑誌』、85巻4号、1952年
- 「書評・三上隆三著「ケインズ経済学の構造」」、『国民経済雑誌』、95巻1号、1957年
- 「ケインズの貨幣観」、『国民経済雑誌』、95巻2号、1957年
- 「流動性選好について」、『国民経済雑誌』、96巻5号、1957年
- 「銀行独占と経済発展」、『経済研究』（一橋大）、Vol.9、No.3、1958年
- 「資本蓄積と「歯止め効果」」、『国民経済雑誌』、100巻5号、1959年
- 「金とドル」、『国民経済雑誌』、107巻2号、1963年
- 「日銀法改正と管理通貨制度」、『エコノミスト』、43巻9号、1965年
- 「国際通貨の将来とわが国の立場』、金融学会編『金融学会報告29』、1969年
- 「「ドル本位」制について」、金融学会編『金融学会報告35』、1972年
- 「国際通貨体制の現状」、村野孝監修『国際通貨体制の長期展望』、至誠堂、1972年
- 「国際通貨体制について――ドルの隠退案」、日本国際経済学会編『国際経済』、第24号、1973年
- 「ＳＤＲの運命――価値保証を中心として」、『国民経済雑誌』、130巻2号、1974年
- 「世界インフレーションと国際通貨制度」、『国民経済雑誌』、132巻6号、1975
- 「ケインズ「一般理論」の貨幣と利子」、『国民経済雑誌』、138巻4号、1978年
- 「国際収支についてのケインズと古典学派」、『国民経済雑誌』、147巻2号、1983年
- 「日本とアメリカの資本移動――国際収支発展段階説の批判的検討」、『国民経済雑誌』、150巻6号、1984年
- 「主要先進国の財政・金融政策と国際資本移動」、日本国際経済学会編『国際経済』、第36号、1985年
- 「国際資金循環と資産選択」、『国民経済雑誌』、154巻4号、1986年
- 「ケインズの物価理論」、『国民経済雑誌』、158巻1号、1988年
- 「ケインズの『貨幣論』と『一般理論』の比較研究」、『立正大学経済学季報』、39巻2号、1989年
- 「ケインズの国際貨幣論」、『立正大学経済学季報』、39巻4号、1990年
- 「超低金利とバブルの経済」、『同志社商学』、45巻2・3号、1993年

## 記念論文集
- 『国民経済雑誌』、則武保夫博士記念号、160巻3号、1989年
- 片山貞雄、小村衆統、滝口治、大野喜久之輔、三木谷良一、瀧川好夫
- 「則武保夫先生――人と学問」藤田誠一
- 「則武保夫博士略歴・著作目録」